# Mazuninokulturen
Mazuninokulturen är en järnålderskultur i Kama-Ural-området, som troligen påverkade uppkomsten av tre permiska språk, udmurtiska, komi och komipermjakiska.